# Berliet C1
Der Berliet C1 war ein nur als Chassis erhältliches PKW-Modell des Herstellers Berliet in Lyon aus dem Jahre 1908, der wegen seiner Motorleistung auch als Berliet 14 CV bezeichnet wird.

## Geschichte und Technik
Das Fahrzeug erhielt seine allgemeine Betriebserlaubnis  durch den örtlich und sachlich zuständigen Inspecteur des Mines am 23. März 1908 (zusammen mit dem Berliet C2). Wie lange das Fahrzeug gebaut wurde, ist aus den Akten nicht ersichtlich.  Überliefert sind die Chassisnummernbänder 3401–3600 und 4501–4700. Falls diese Nummernbänder keine Lücken aufweisen sollten, wären daher etwa 400 Berliet C1 gebaut worden.
Der Vierzylindermotor (Bohrung 80 mm, Hub 120 mm, Hubraum 2413 cm³) leistete 14 PS bei 900/min. Steuerlich war der Wagen mit 10 CV fiscaux eingestuft.
Das Getriebe hatte vier Vorwärtsgänge und einen Rückwärtsgang. Der Antrieb erfolgte über eine Kardanwelle auf die Hinterachse. Es war damit (zusammen mit dem Berliet C2) das erste Fahrzeug von Berliet mit Kardan- statt Kettenantrieb. Der Radstand betrug 2,965 m.
Ein Exemplar ist im Besitz des Conservatoire der Fondation Berliet.